# Marian Gamwell
Marian Gamwell, nata Antonia Marian Gamwell (West Norwood (Area di Londra), 28 luglio 1891 – Baliato di Jersey, 13 maggio 1977), è stata una militare e autista volontaria di ambulanza britannica e ufficiale comandante del primo soccorso Yeomanry (Fany). Servì con sua sorella Hope Gamwell durante la prima guerra mondiale e poi diressero una fattoria in quello che oggi è lo Zambia. Entrambe sono diventate piloti. Tornarono nel Regno Unito per la seconda guerra mondiale e Marian comandò i Fanys dopo una lite con l'ATS. Dopo la guerra tornarono in Zambia prima di ritirarsi nel Baliato di Jersey.

## Biografia
Marian Gamwell nacque nel West Norwood di Londra da Frederick Robison Gamwell e Marian Antonia Bankart nel 1891. Sua sorella (Anne) Hope Gamwell nacque nel 1893. Suo fratello, Frederick Whittington Gamwell, fu uno dei piloti a cui fu conferito il certificato di aviatore dal Royal Aero Club nel 1914. Suo padre era stato socio in un commercio di affari di Londra a Hong Kong, in Cina e in Giappone fino al 1896. La sua educazione e quella di sua sorella avvenne alla Roedean School e in seguito impararono da autodidatti la meccanica facendo a pezzi l'auto della loro madre. Nel 1910 Marian cercò di studiare architettura ma fu respinta perché era una donna. Lavorò con gli animali prima di andare nel Saskatchewan dove lavorò in una fattoria mista fino al suo ritorno nel Regno Unito nel 1912.

Dopo l'inizio della prima guerra mondiale, Marian, Hope e la loro madre viaggiarono in Francia su suggerimento della dottoressa Elsie Inglis, dove contribuirono a ripulire e preparare l'abbazia di Abbazia di Royaumont per essere trasformata in un ospedale. Lo Scottish Women's Hospitals for Foreign Services che fu istituito lì operò per tutta la guerra, ma nel maggio 1915 le due sorelle si offrirono volontarie per unirsi alla First Aid Nursing Yeomanry (FANY). La loro madre tornò a casa sua in Galles dove fondò una casa per soldati feriti a Aber Artro Hall vicino a Llanbedr. Prima di lasciare la Francia, sua madre lasciò i fondi che consentirono l'acquisto di un'ambulanza e di una vasca mobile Daimler per il primo ospedale FANY, dove loro e i veicoli si trovavano nell'ospedale chiamato Lamarck a Calais. Nell'aprile del 1918 Marian dovette tornare a casa a causa di una sospetta appendicite ma quando si riprese andò a lavorare per la Rolls-Royce in una fabbrica di munizioni.

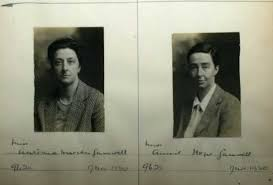
Ritornarono nel Regno Unito e ottennero la licenza di pilota nel 1930

Tra le due guerre le sorelle gestivano una fattoria di caffè nella Rhodesia settentrionale (Zambia) in un luogo chiamato Abercorn, ora Mbala. Chiamavano la loro terra "Chilongolwelo" ed era poco meno di 1.000 acri all'estremità meridionale del Lago Tanganica. Stettero lì fino a quando la FANY le richiamò a causa dell'inizio della seconda guerra mondiale. La speranza se ne andò immediatamente e Marian rimase per chiudere la fattoria. Marian, che era il leader naturale, arrivò nel 1940.

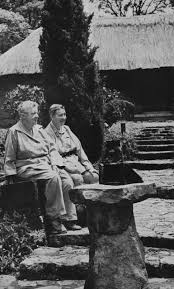
Le sorelle Marian e Hope Gamwell nel 1964 ad Abercorn (ora chiamata Mbala)

Marian avrebbe comandato i FANY dopo una lite con l'Auxiliary Territorial Service (ATS). La lite era con Helen Gwynne-Vaughan, che era capo controllore dell'ATS che era stato formato nel 1939. Questo era un ruolo che la comandante di FANY, Mary Baxter Ellis, aveva rifiutato mentre preferiva comandare i FANY. La Ellis accettò di fornire 1500 donne per servire con l'ATS fintanto che avessero potuto essere indipendenti dall'ATS. Era stato concordato questo, ma la Gwynne-Vaughan ruppe l'accordo e costrinse lo staff della FANY ad essere assorbito. La Gwynne-Vaughan ricoprì il ruolo fino al 1941. La Ellis ingoiò il suo orgoglio e divenne vice-direttore all'ATS per tutta la guerra. Mentre Marian assunse il comando dei restanti FANY e sua sorella, Hope, si interessarono in particolare ai FANY che gestivano lo Special Operations Executive.
Dopo la guerra le due sorelle tornarono in Zambia dove riaprirono la loro fattoria. Coltivarono colture che non erano caffè. Stettero lì fino al 1964, quando decisero di ritirarsi insieme per vivere nel Jersey. Marian e Hope Gamwell sono morte nel Jersey.